# Ratsmitglied
Ein Ratsmitglied (veraltet auch Ratsherr bzw. Ratsherrin / Ratsfrau, im mittelalterlichen Deutschland auch Ratmann, im 18./19. Jahrhundert auch Ratsverwandter) ist Abgeordneter in der Stadtvertretung einer Kommune (also in Deutschland meist im Stadtrat bzw. Gemeinderat).
Das Ratsmitglied ist in der Regel auch Mitglied einer Partei oder Wählergruppe; nur selten werden Ratsmitglieder als Einzelbewerber gewählt. In der Ratsarbeit dient das Ratsmitglied in meist mehreren Ratsausschüssen, die dem gesamten Rat Entscheidungsvorlagen vorbereiten.

## Situation in Deutschland
In Deutschland werden Ratsmitglieder in der Regel alle fünf Jahre gewählt, in Bayern alle sechs Jahre. Die genauen Rechte und Pflichten eines Ratsmitgliedes regeln die Gemeindeordnung der Länder. Daher unterscheiden sich diese je nach Bundesland, dabei sind Berlin und Hamburg Sonderfälle, da diese keine Gemeindeordnung haben und die dort geregelten Aufgaben beim Landesparlament liegen.
Ratsmitglied ist ein Ehrenamt. Für erweiterte Aufgabenbereiche und Fraktionsvorsitzende ist in einigen Bundesländern ein Hauptamt möglich. Bürgermeister sind in vielen Bundesländern ebenfalls Teil des Rates und in größeren Gemeinden hauptamtlich tätig.

### Nordrhein-Westfalen
In Nordrhein-Westfalen hängt die Anzahl der Ratsmitglieder im Rat von der Einwohnerzahl und durch Direktmandate auch vom Wahlergebnis ab, siehe auch Kommunalwahlrecht in Nordrhein-Westfalen.
Ratsmitglied ist ein Ehrenamt. Sie müssen von ihren Arbeitgebern für ihre Tätigkeit im Rat freigestellt werden und haben Anspruch auf eine Aufwandsentschädigung.
Der Bürgermeister wird direkt gewählt, ist aber auch stimmberechtigter Teil des Gemeinderates und steht diesem vor. Im Gegensatz zu den anderen Ratsmitgliedern ist er hauptamtlich tätig. In größeren Städten können 3 bis 4 stellvertretende Bürgermeister vom Gemeinderat gewählt werden, diese müssem Ratsmitglieder sein und sind ehrenamtlich tätig.

## Geschichte

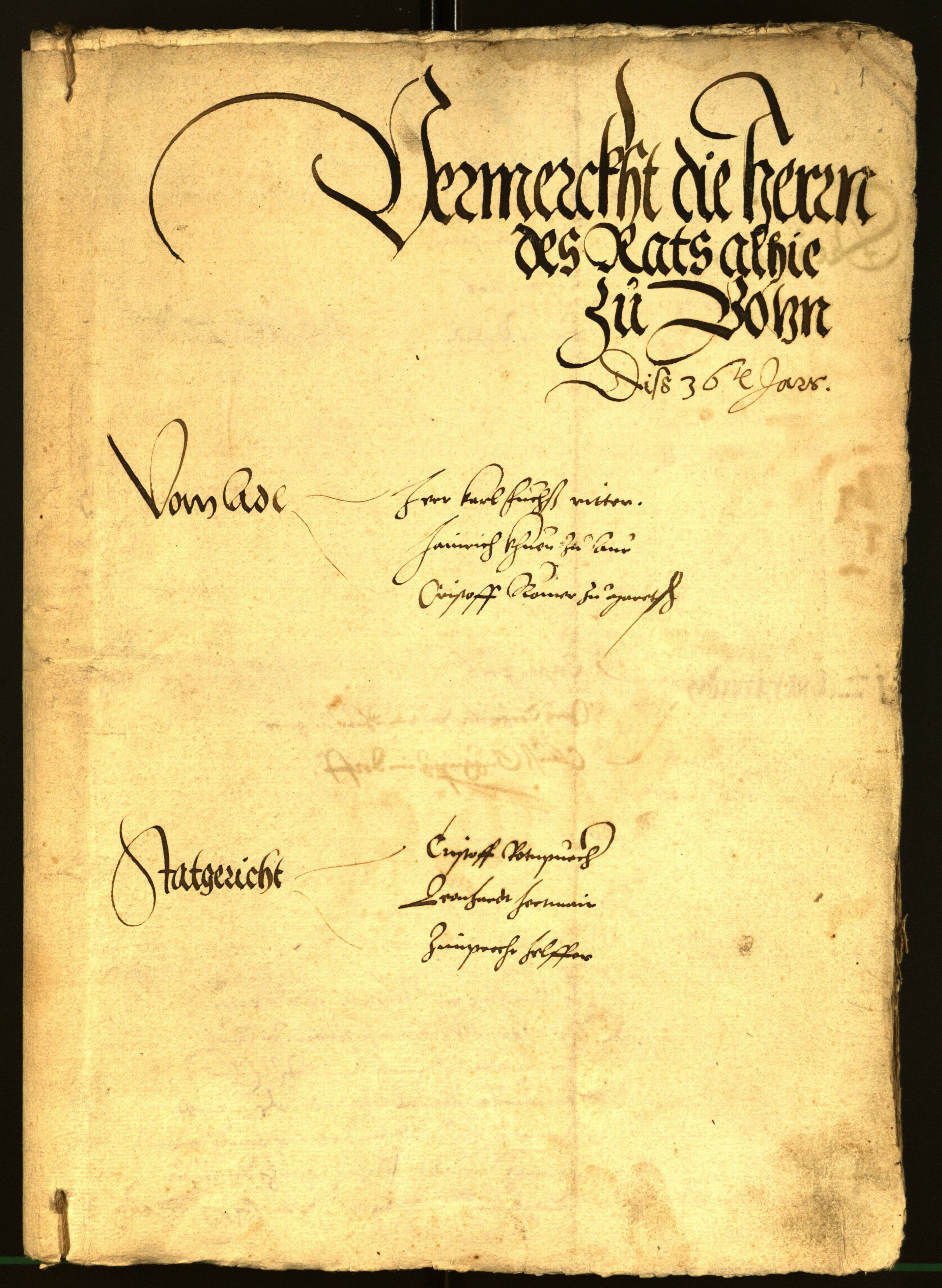
Ratsherren („die herrn des rats“) in Bozen, 1536

### Mittelalter
Das Amt des Ratsherren entstand mit der Ausbildung von Ratsverfassungen in den deutschen Städten ab etwa 1200. Dieser Vorgang setzte etwa ein Jahrhundert später als in den oberitalienischen Städten ein, wo die consules zu Trägern einer „kommunalen, die standesherrliche Organisation unterlaufende Verbandsgewalt wurden“.

### Übergang zur beginnenden Neuzeit
Gemeinsam ist den Ratsgremien, dass ihre Vertreter von Männern der Oberschicht aus grundbesitzenden, später auch kaufmännisch tätigen Familien gestellt wurden. An ihrer Spitze standen seit dem 14. Jahrhundert ein oder mehrere Bürgermeister. Zu den Befugnissen des Rates gehörten Steuerangelegenheiten, Münzwesen, die Vertretung nach außen. Wie die Ratsherren ausgewählt wurden, ob und wie der Rat sich erneuerte (meist nach dem Selbstergänzungsrecht), in welcher Abhängigkeit er vom Landesherrn stand (tendenziell abnehmend), welchen Umfang er hatte (oft 12 oder ein Vielfaches davon), ob ihm auch Handwerksmeister angehörten (im Spätmittelalter oft nicht mehr), ob die Ratsmitgliedschaft lebenslang bestehen blieb (oft), ob die Ministerialen Zugang zum Amt hatten (in der Frühzeit eher), ob es einen Turnus von aktiven und ruhenden Ratsämtern gab, all das war von Stadt zu Stadt unterschiedlich geregelt und immer wieder Veränderungen unterworfen.
Nachdem gegen Ende des Mittelalters mit der Verdrängung der Handwerker auch die genossenschaftlichen Elemente aus den Ratsverfassungen verschwanden, nahm in der Neuzeit der Anteil an akademisch gebildeten Juristen in den oligarchischer werdenden Ratskollegien zu.

### Neuzeit und Moderne
Vielfach überlebten diese Strukturen das Ende des Mittelalters und bestanden fort bis zu den konstitutionellen Umbrüchen im 19. Jahrhundert. Damals (in Bremen: zwischen 1810 und 1822) wurden in den Hansestädten die Begriffe „Rat“ und „Ratsherr“ von „Senat“ und „Senator“ abgelöst. Der Übergang vom Selbstergänzungsprinzip zur Bestallung von Ratsherren durch mehr oder weniger demokratisch gewählte Gremien entwickelte sich nicht immer kontinuierlich und nicht überall in gleicher Weise.